# مكدامية هيانة

مكدامية هيانة (الاسم العلمي:Macadamia heyana) هي نوع نباتي يتبع جنس المكدامية من الفصيلة البروطية.